# Bibliothèque électronique suisse
La Bibliothèque électronique suisse (e-lib.ch) est un projet de portail scientifique national, situé à la bibliothèque de l'École polytechnique fédérale de Zurich et suivi par la Conférence des bibliothèques universitaires suisses (CBU), dont l'objectif était la création d'un portail national de recherche d'information et de mise à disposition de contenus numériques. Cette bibliothèque réunit 20 sous-bibliothèques numériques. Ce projet est arrêté en janvier 2015.

## Objectifs
La Bibliothèque électronique suisse devait permettre un accès centralisé aux collections des bibliothèques universitaires suisses et avait deux objectifs : réunir des sources numériques déjà disponibles dans les cantons comme infoclio.ch ou le RERO - Réseau des bibliothèques de Suisse occidentale et mettre à disposition de nouvelles informations qui n'étaient pas encore numérisées. Les projets suivants faisaient partie de e-lib.ch: Bibliothèque électronique suisse :
- E-codices réunir les 9000 manuscrits médiévaux helvétiques en version numérique ;
- E-rara.ch numériser l'intégralité des 15 000 imprimés suisses du XVIe siècle (5300 étaient disponibles en ligne en décembre 2012). Le projet sera élargi jusqu'au XIXe siècle en 2013. Ce portail d'e-Lib permet de consulter en libre-accès sur internet des livres précieux numérisés dans les bibliothèques universitaires de Bâle, Berne, Genève et Zurich[5] ;
- infoclio.ch est un portail numérique pour les sciences historiques en Suisse et l'histoire suisse, créé en collaboration par la Société suisse d'histoire (SSH) et l'Académie suisse des sciences humaines et sociales (ASSH).
- Le portail des cartes (Kartenportal.CH en allemand) donne accès aux cartes disponibles dans les diverses bibliothèques[6],[7].

## Histoire
La Bibliothèque électronique suisse se situe dans la continuité des projets précédents des bibliothèques universitaires et des Hautes écoles spécialisées. Ce consortium a pris le nom d'e-lib.ch et a reçu entre 2008 et 2012 un premier soutien financier de la Confédération. Depuis mi-2010, les documents historiques numérisés (e-rara) d'e-Lib sont référencés dans le catalogue de la bibliothèque numérique de la Bibliothèque nationale de France, Gallica. La Confédération versera à partir de 2013 au moins 35 millions de francs de subventions. La gestion est assurée par les cantons sous la gouvernance de Conférence Universitaire Suisse (CUS), le Conseil des écoles polytechniques fédérales (CEPF) et l'Office fédéral de la formation professionnelle et de la technologie (OFFT).
Le projet se termine en janvier 2015 et ses différents services sont soit clôturés soit transférés sur d'autres sites.

## Partenaires
La Bibliothèque électronique suisse  était dirigée par un comité présidé par la directrice de la Bibliothèque nationale et composé, entre autres, de la Conférence des Recteurs des Universités Suisses (CRUS), de la Conférence universitaire suisse, de la Conférence des bibliothèques universitaires suisses, de l'Office fédéral de la formation professionnelle et de la technologie et du Conseil des Écoles Polytechniques Fédérales.